# 半爪虎属
半爪虎属（学名：Hemitheconyx）为睑虎科的一个属。

## 下属物种
本属包括以下物种：
- 非洲肥尾守宮 Hemitheconyx caudicinctus (Duméril, 1851)
- 泰勒肥尾守宮 Hemitheconyx taylori Parker, 1930